# إيفار يورغنسن
إيفار يورغنسن هو سياسي نرويجي، ولد في 31 مايو 1877، وتوفي في 24 فبراير 1956. نشط حزبياً في حزب العمال.

## مناصب
- انتخب نائب عضو برلمان النرويج  [لغات أخرى]‏ عن دائرة  وقد انضم خلال فترته النيابية ‏ (1919 – 1921) للكتلة البرلمانية حزب العمال.
- انتخب نائب عضو برلمان النرويج  [لغات أخرى]‏ عن دائرة  وقد انضم خلال فترته النيابية ‏ (1916 – 1918) للكتلة البرلمانية حزب العمال.
- انتخب نائب عضو برلمان النرويج  [لغات أخرى]‏ عن دائرة  خلال فترته النيابية ‏ (1913 – 1915).
- انتخب نائب عضو برلمان النرويج  [لغات أخرى]‏ عن دائرة  خلال فترته النيابية ‏ (1910 – 1912).